# تشيس أ. كلارك
تشيس أ. كلارك هو محامي وقاضي وسياسي أمريكي، ولد في 21 أغسطس 1883 في أمو في الولايات المتحدة، وتوفي في 30 ديسمبر 1966 في بويسي في الولايات المتحدة. نشط حزبياً في الحزب الديمقراطي. وقد انتخب Governor of Idaho ‏ (6 يناير 1941 – 4 يناير 1943) وانتخب عضو مجلس ولاية أيداهو ‏ وانتخب عضو مجلس نواب ايداهو ‏.